# Skupina stromů v zámeckém parku Palvinov
Skupina stromů v zámeckém parku Palvinov jsou památné stromy ve vsi Palvinov, jižně od Sušice. Čtveřice stromů rostoucí v parku zahrnuje dva duby letní (Quercus robur), lípu malolistou (Tilia cordata) a jedli bělokorou (Abies alba). Výška stromů je mezi 20–22 m, obvody kmenů dubů měří 356 a 345 cm, kmen lípy má obvod 260 cm a jedle 302 cm (měření 1995). Stromy jsou chráněny od roku 1995 jako krajinná dominanta.
Navzdory společné ochraně se fyzicky nejedná o sevřenou skupinu čtyř stromů, ale spíše o dvě dvojice – dva z nich se nacházejí na západní straně parku, zbylé dva rostou asi o 130 metrů dále k vjv., při východním okraji parku. Přibližné souřadnice jednotlivých stromů jsou:
- 49°9′58,4″ s. š., 13°29′0,9″ v. d.
- 49°9′57,8″ s. š., 13°28′59,8″ v. d.
- 49°9′56,7″ s. š., 13°29′6,4″ v. d.
- 49°9′56,2″ s. š., 13°29′6,5″ v. d.

## Stromy v okolí
- Palvínovská alej
- Palvínovská lípa
- Zámecký klen
- Skupina dubů zimních
- Vatětický jasan
- Vatětická lípa
- Vatětický javor
- Vatěticko-mouřenecká alej
- Lípa ve Vatětické aleji
- Krušecká lipová alej
- Radešovská lípa
- Skupina dubů u Radešovského mostu

## Galerie

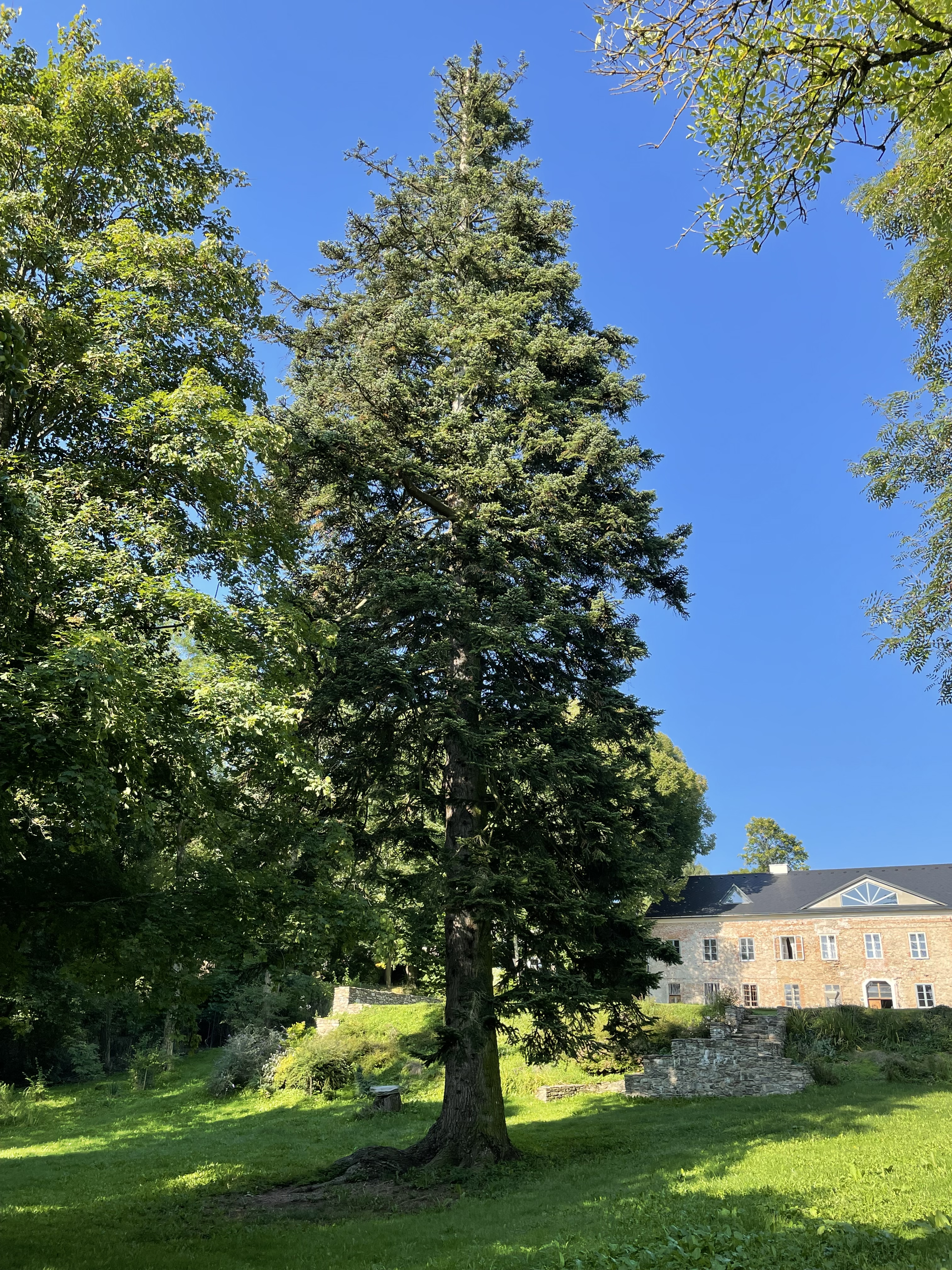
Jedle bělokorá
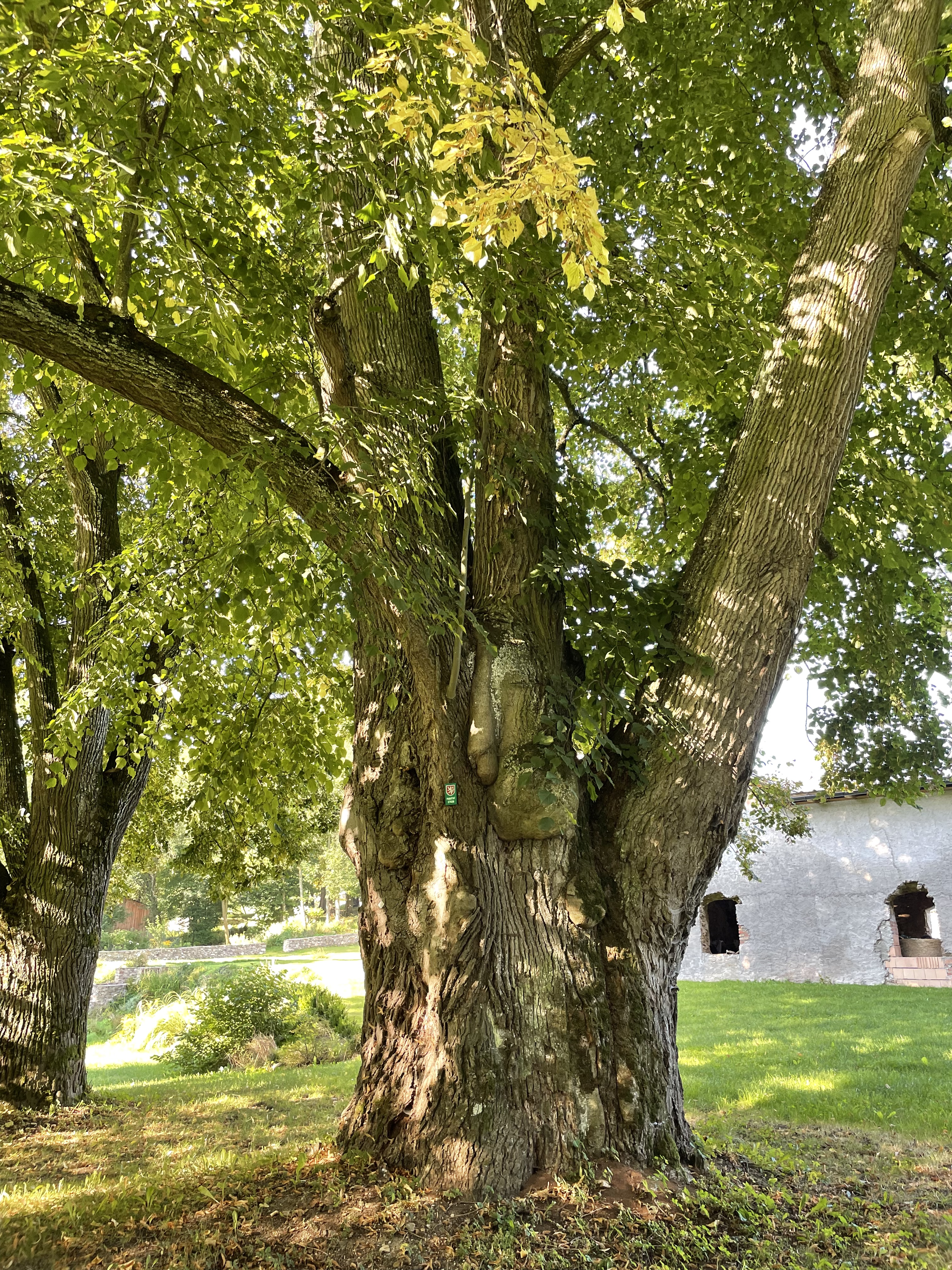
Lípa malolistá
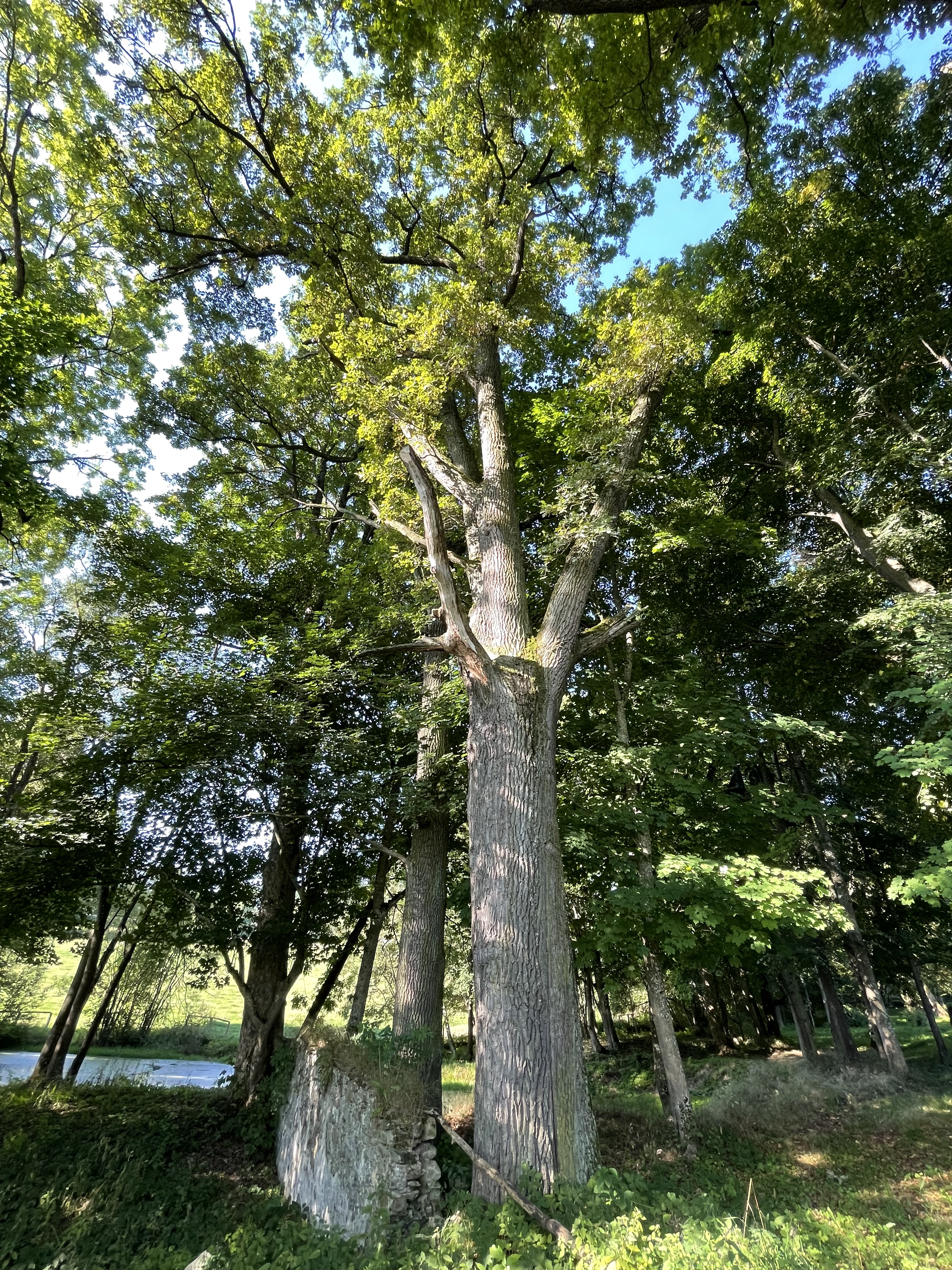
Jeden z dubů letních
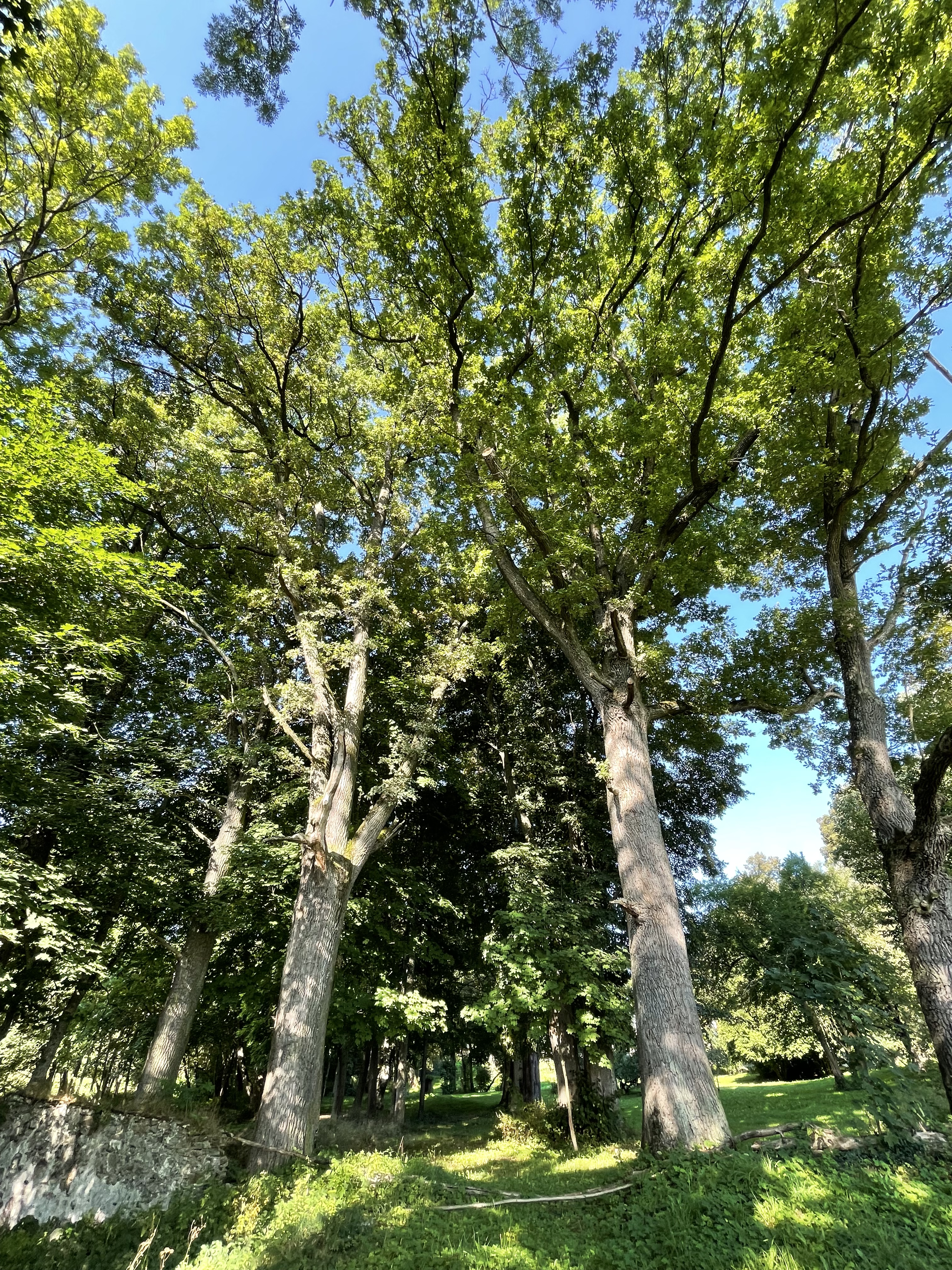
Duby letní